# Класи, Йорди
Йо́рди Кла́си (нидерл. Jordy Clasie, МФА: [ˈjɔrdi ˈklaːzi] Йорди Клази; род. 27 июня 1991[…], Харлем) — нидерландский футболист, полузащитник клуба АЗ. Выступал за сборную Нидерландов.

## Клубная карьера
На профессиональном уровне дебютировал 15 августа 2010 года выступая за команду «Эксельсиор», куда был отдан в аренду из клуба «Фейенорд».
В составе «Фейеноорда» дебютировал 31 июля 2011 года, в товарищеском матче против испанской «Малаги». Своей хорошей игрой и своим упорством, он вскоре стал одним из самых популярных игроков среди болельщиков. Его манера игры принесла ему прозвище «нидерландский Хави».
В июле 2018 года вернулся в «Фейеноорд» на правах аренды.

## Международная карьера
В 2008 году дебютировал в составе юношеской сборной Нидерландов до 17 и 18 лет. В сентябре 2009 года Йорди впервые сыграл за сборную до 19 лет. Всего на юношеском уровне он принял участие в 25 играх.
В 2010 году был вызван в состав молодёжной сборной Нидерландов. За «молодёжку» сыграл в 12 официальных матчах, забил 1 гол.
1 августа 2012 года главный тренер сборной Нидерландов Луи ван Гал, включил Йорди в расширенный состав на матч против сборной Бельгии. Дебютировал в сборной 7 сентября в матче со сборной Турции.

## Достижения
Сборная Нидерландов
- Бронзовый призёр чемпионата мира 2014

«Брюгге»
- Чемпион Бельгии: 2017/18

## Статистика

### Список матчей за сборную
| Матчи Класи за сборную Нидерландов | Матчи Класи за сборную Нидерландов | Матчи Класи за сборную Нидерландов | Матчи Класи за сборную Нидерландов | Матчи Класи за сборную Нидерландов | Матчи Класи за сборную Нидерландов |
| ---------------------------------- | ---------------------------------- | ---------------------------------- | ---------------------------------- | ---------------------------------- | ---------------------------------- |
| №                                  | Дата                               | Соперник                           | Счёт                               | Голы Класи                         | Соревнование                       |
| 1                                  | 7 сентября 2012                    | Турция                             | 2:0                                | —                                  | Чемпионат мира 2014 (отбор)        |
| 2                                  | 11 сентября 2012                   | Венгрия                            | 4:1                                | —                                  | Чемпионат мира 2014 (отбор)        |
| 3                                  | 6 февраля 2013                     | Италия                             | 1:1                                | —                                  | Товарищеский матч                  |
| 4                                  | 22 марта 2013                      | Эстония                            | 3:0                                | —                                  | Чемпионат мира 2014 (отбор)        |
| 5                                  | 26 марта 2013                      | Румыния                            | 4:0                                | —                                  | Чемпионат мира 2014 (отбор)        |
| 6                                  | 15 октября 2013                    | Турция                             | 2:0                                | —                                  | Чемпионат мира 2014 (отбор)        |
| 7                                  | 5 марта 2014                       | Франция                            | 0:2                                | —                                  | Товарищеский матч                  |
| 8                                  | 17 мая 2014                        | Эквадор                            | 1:1                                | —                                  | Товарищеский матч                  |
| 9                                  | 9 июля 2014                        | Аргентина                          | 0:0 (2:4 пен.)                     | —                                  | Чемпионат мира 2014                |
| 10                                 | 12 июля 2014                       | Бразилия                           | 3:0                                | —                                  | Чемпионат мира 2014                |
| 11                                 | 16 ноября 2014                     | Латвия                             | 6:0                                | —                                  | Чемпионат Европы 2016 (отбор)      |
| 12                                 | 5 июня 2015                        | США                                | 3:4                                | —                                  | Товарищеский матч                  |
| 13                                 | 13 ноября 2015                     | Уэльс                              | 3:2                                | —                                  | Товарищеский матч                  |
| 14                                 | 25 марта 2016                      | Франция                            | 2:3                                | —                                  | Товарищеский матч                  |
| 15                                 | 29 марта 2016                      | Англия                             | 2:1                                | —                                  | Товарищеский матч                  |
| 16                                 | 7 октября 2016                     | Беларусь                           | 4:1                                | —                                  | Чемпионат мира 2018 (отбор)        |
| 17                                 | 9 ноября 2016                      | Бельгия                            | 1:1                                | —                                  | Товарищеский матч                  |

Итого: 17 матчей / 0 голов; 10 побед, 3 ничьи, 4 поражения.